# Rue Frédéric-Sauton
La rue Frédéric-Sauton est une voie située dans le quartier de la Sorbonne du 5e arrondissement de Paris.

## Situation et accès

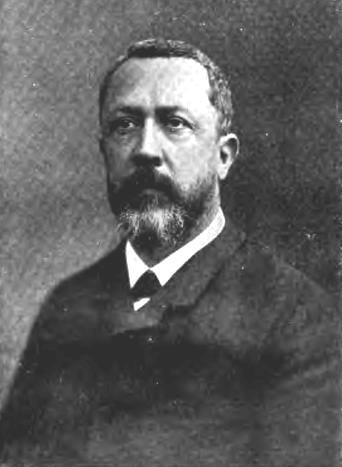
Frédéric Sauton.

La rue Fréderic-Sauton est desservie par la ligne 10 à la station Maubert - Mutualité.

## Origine du nom
Elle porte le nom de l'architecte Frédéric Sauton (1844-1910) qui fut conseiller municipal du 5e arrondissement.

## Historique
Anciennement dénommée « rue d'Amboise », elle prend son nom actuel en 1912 ; ce nom renvoie à Frédéric Sauton, architecte et conseiller municipal du 5e arrondissement.
Comme la plupart des rues proches de la Seine, elle est inondée lors de la grande crue de janvier 1910.

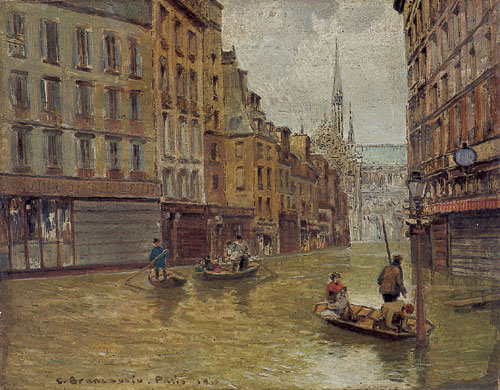
Inondation de 1910 (Carlo Brancaccio, 1910).
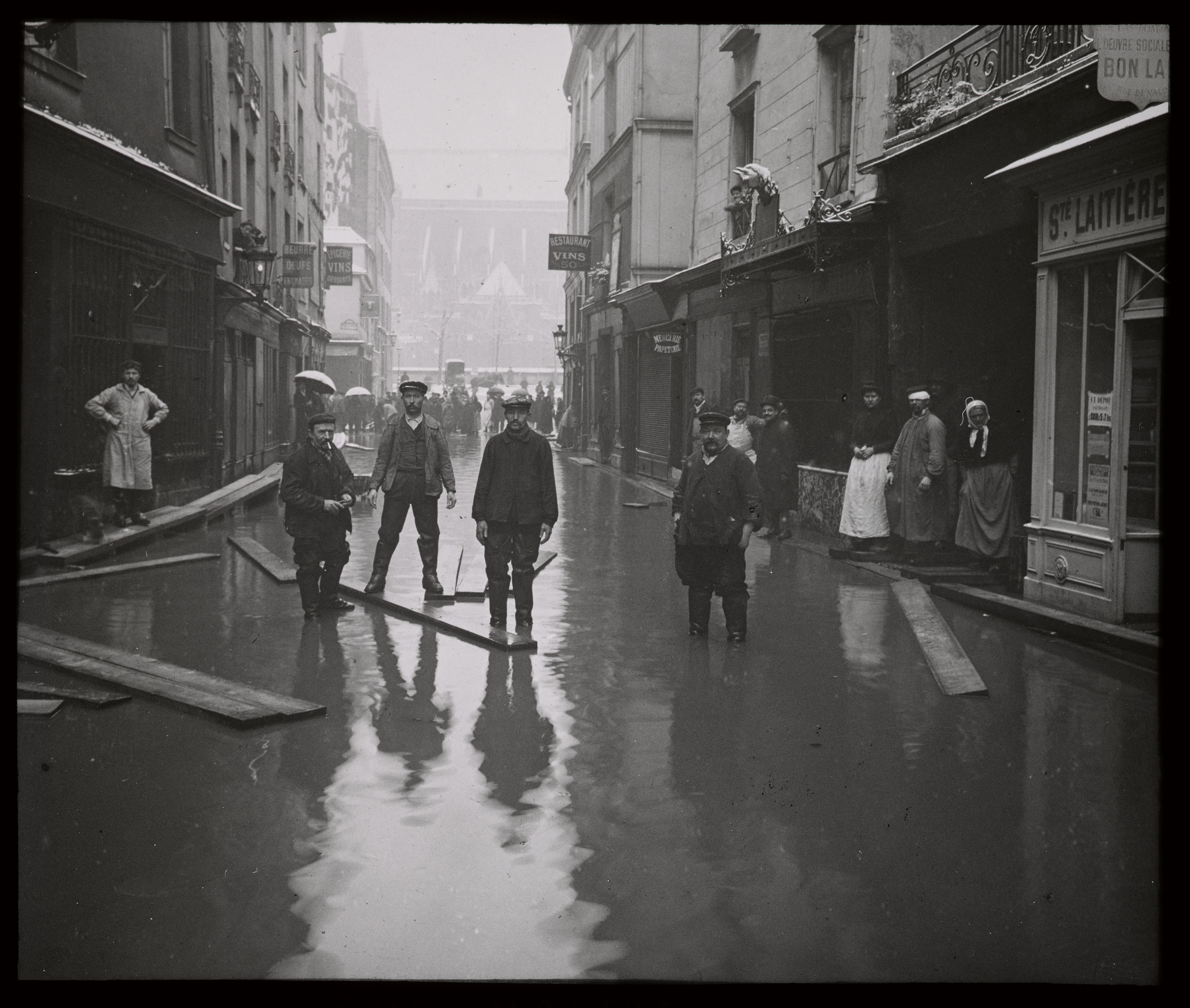
Inondation de Paris (1er janvier 1910).

## Bâtiments remarquables et lieux de mémoire
- La grille de la façade de la boutique du no 6, datant de 1775, est classée aux monuments historiques depuis 1984[2]. L’immeuble a appartenu à Charles Le Brun[3].

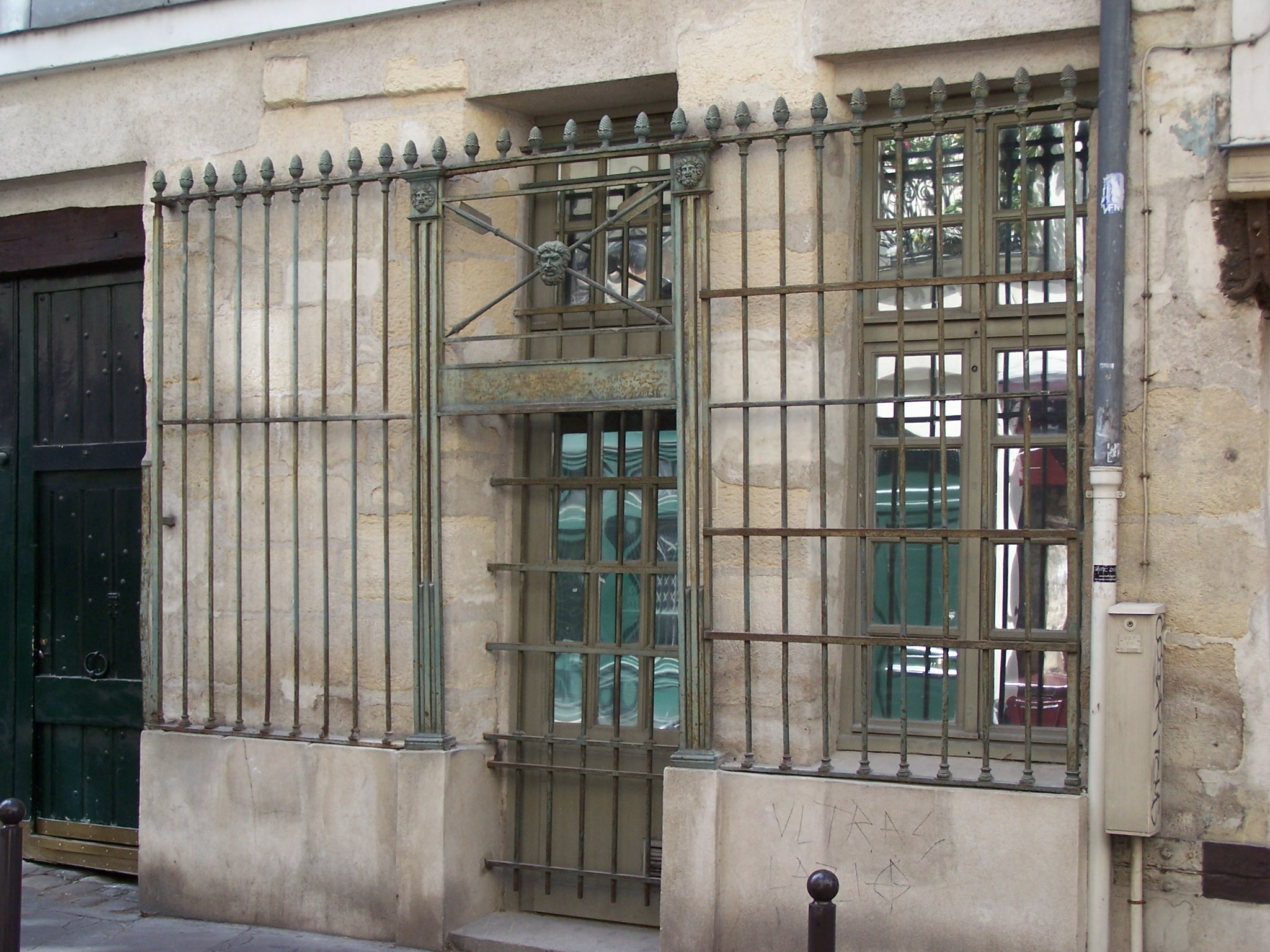
No 6 : grille.
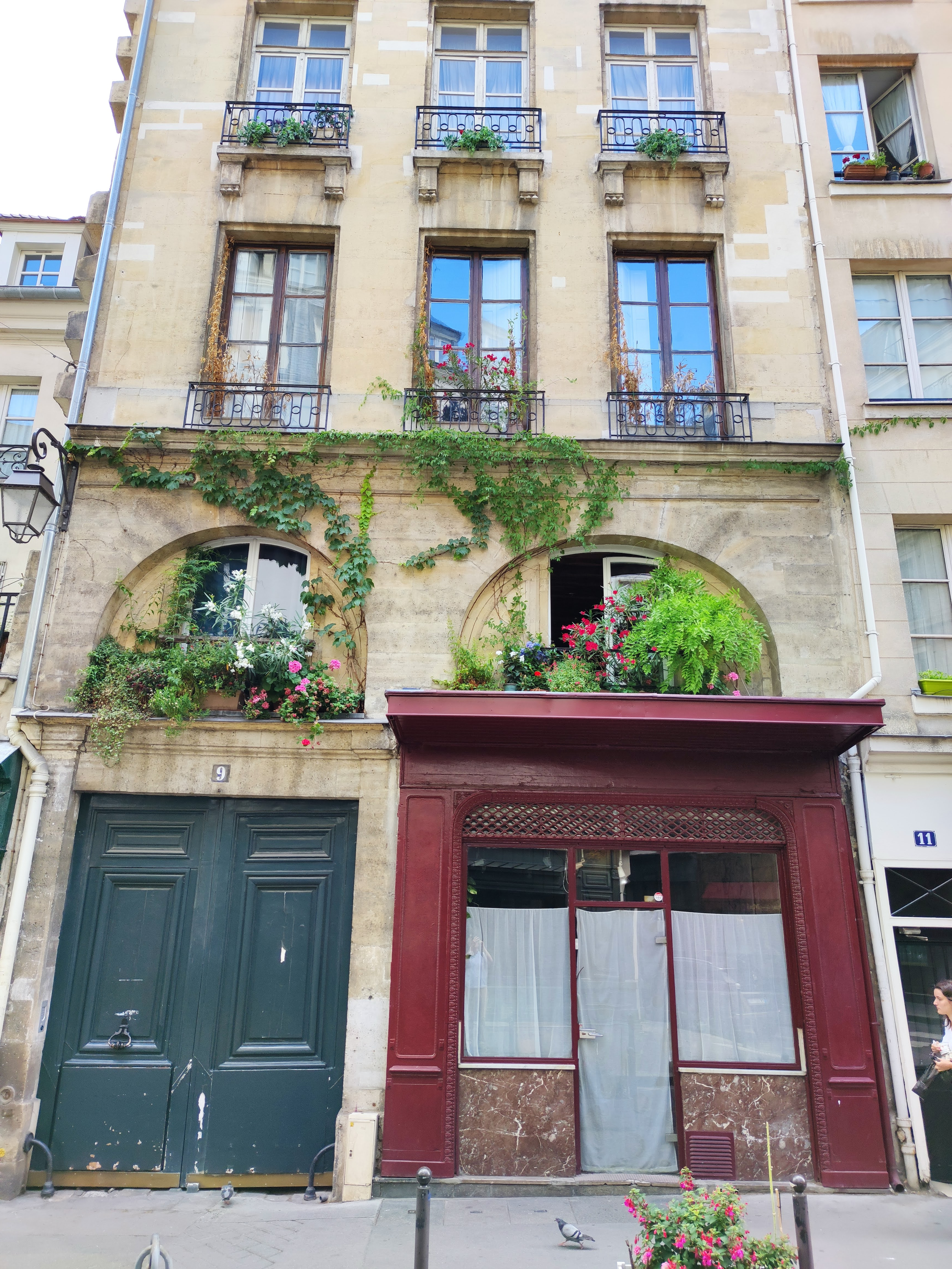
No 9.